# 9141 Kapur
9141 Kapur (5174 T-3) là một tiểu hành tinh vành đai chính được phát hiện ngày 16 tháng 10 năm 1977 bởi C. J. van Houten ở Palomar.